# Carl Gustaf Blom Carlsson
Carl Gustaf Blom Carlsson, född 2 maj 1799 i Stockholm, död 12 juli 1868 i Katarina församling i Stockholms stad, var en svensk arkitekt.

## Biografi
Blom var först i snickarlära hos sin far och blev samtidigt elev vid Kungliga Akademien för de fria konsterna, som 1825 kallade honom till lärare i den förberedande byggnadsskolan, 1826 till agré, 1837 till ledamot och 1841 till vice professor i byggnadskonst. 1818 hade han blivit konduktör vid Överintendentsämbetet, där han 1862–1864 var intendent.
Blom studerade under en tid då arkitekturens konst i allmänhet var tillbakasatt, och ägnade sedermera sin talang i huvudsak åt jämförelsevis obetydliga uppgifter. Framför allt var han lycklig i sammansättandet av orgelfasader (till exempel i Lund, Strängnäs, Åbo med flera städer), och efter hans ritningar är åtskilliga kyrkor i Sverige uppförda, däribland Järvsö kyrka, 1838, Bolmsö kyrka, 1860–1863, Sjösås nya kyrka, 1862–1865, Tjureda kyrka, 1858–1862 och Hägerstads kyrka, 1864–1866.
I Stockholm anställdes han vid Stockholms bro- och hamnbyggnader 1823 och blev arbetschef 1845–1849. 1845–1864 var han vice stadsarkitekt i huvudstaden och står här bakom Blasieholmskajen, Gamla Navigationsskolan vid Mosebacke torg 5 1842–1844, Davidsons paviljonger på Trädgårdsföreningens tomt på Drottninggatan 1839 och senare Hotel Fenix 1845, samt Stora gravkoret och bostället vid Norra begravningsplatsen 1856–1861. Övriga byggnader är Östersunds första läroverk, numera Gamla skolan, 1849, Länsresidenset i Vänersborg 1843, Länsresidenset i Växjö 1844–1848 och ombyggnad av Residenset i Göteborg 1852–1855.
Ursprungligen hette han endast Blom, men tillade namnet Carlsson för att skilja sig från arkitekten Gustav Adolf Blom, yngre bror till Fredrik Blom.

## Bilder av några verk

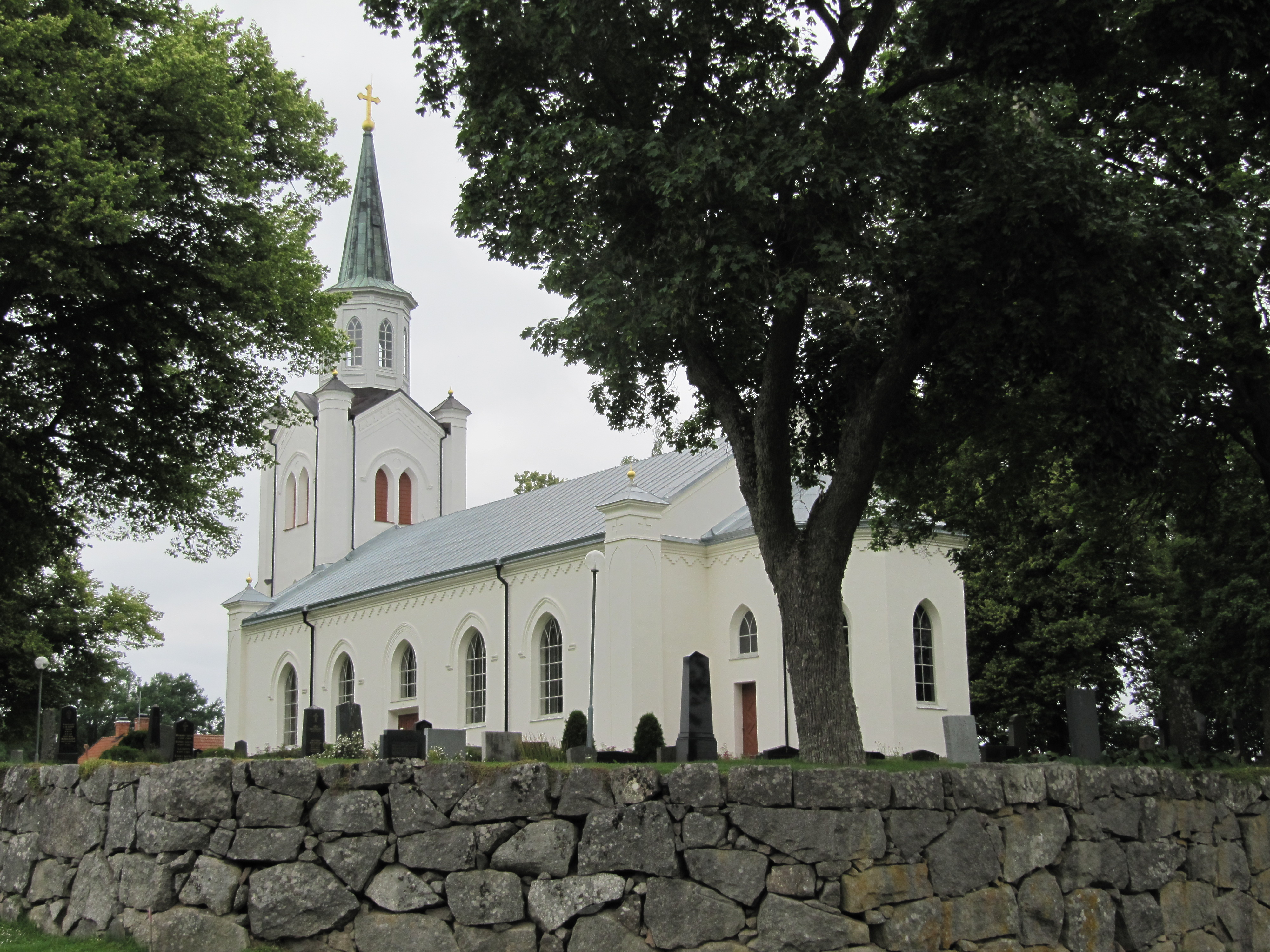
Hägerstads nya kyrka
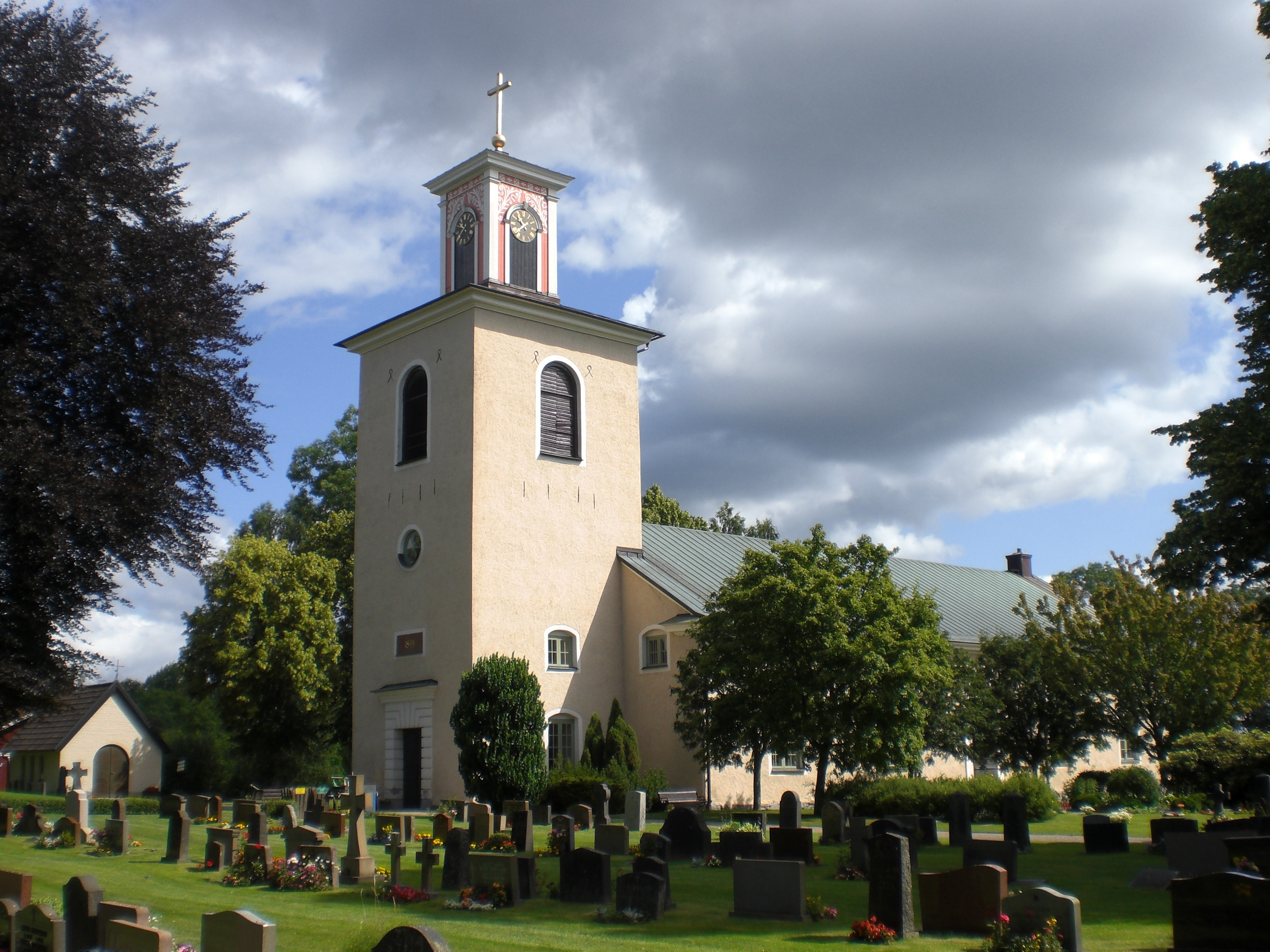
Ljuders kyrka
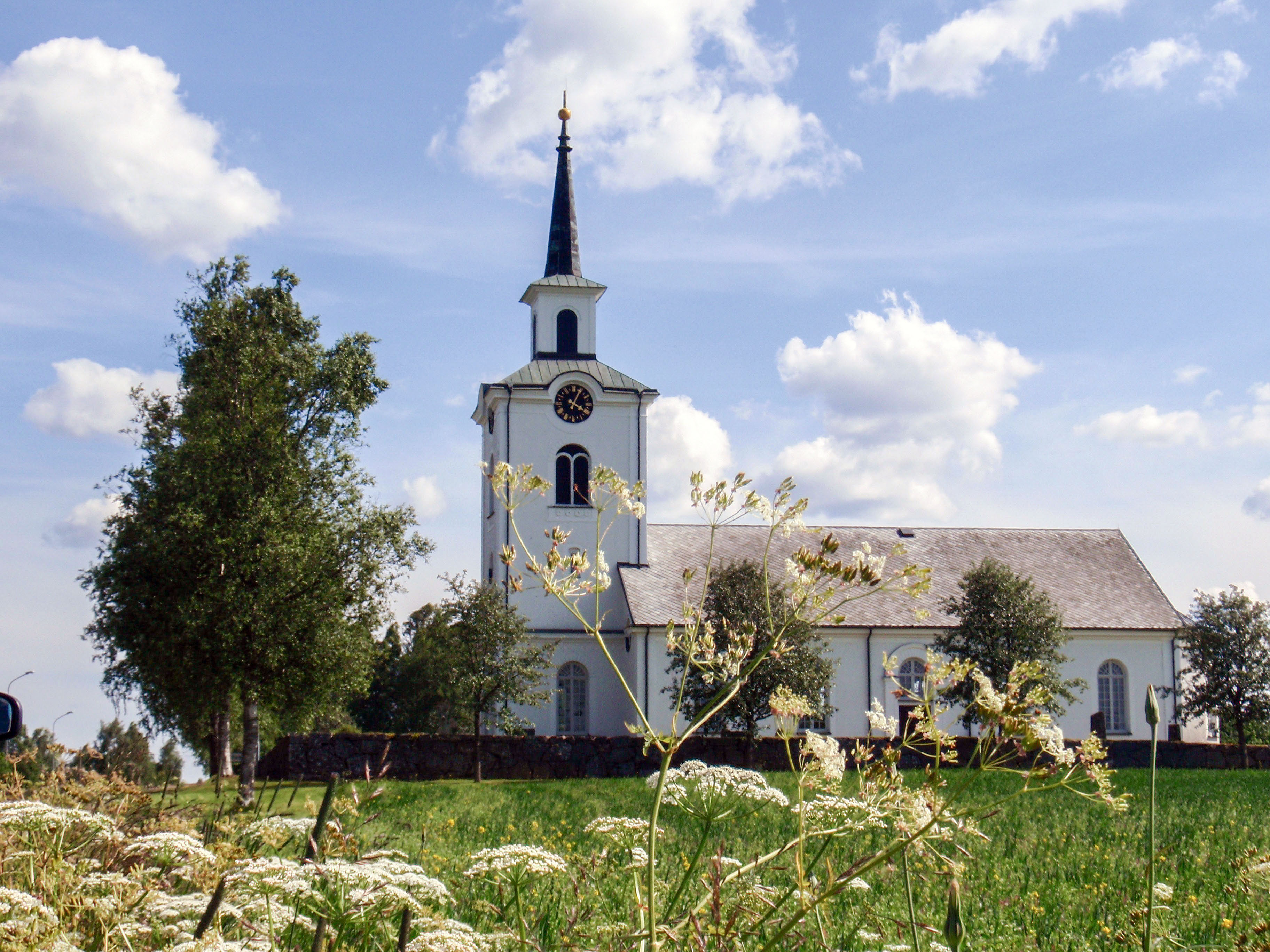
Sjösås nya kyrka
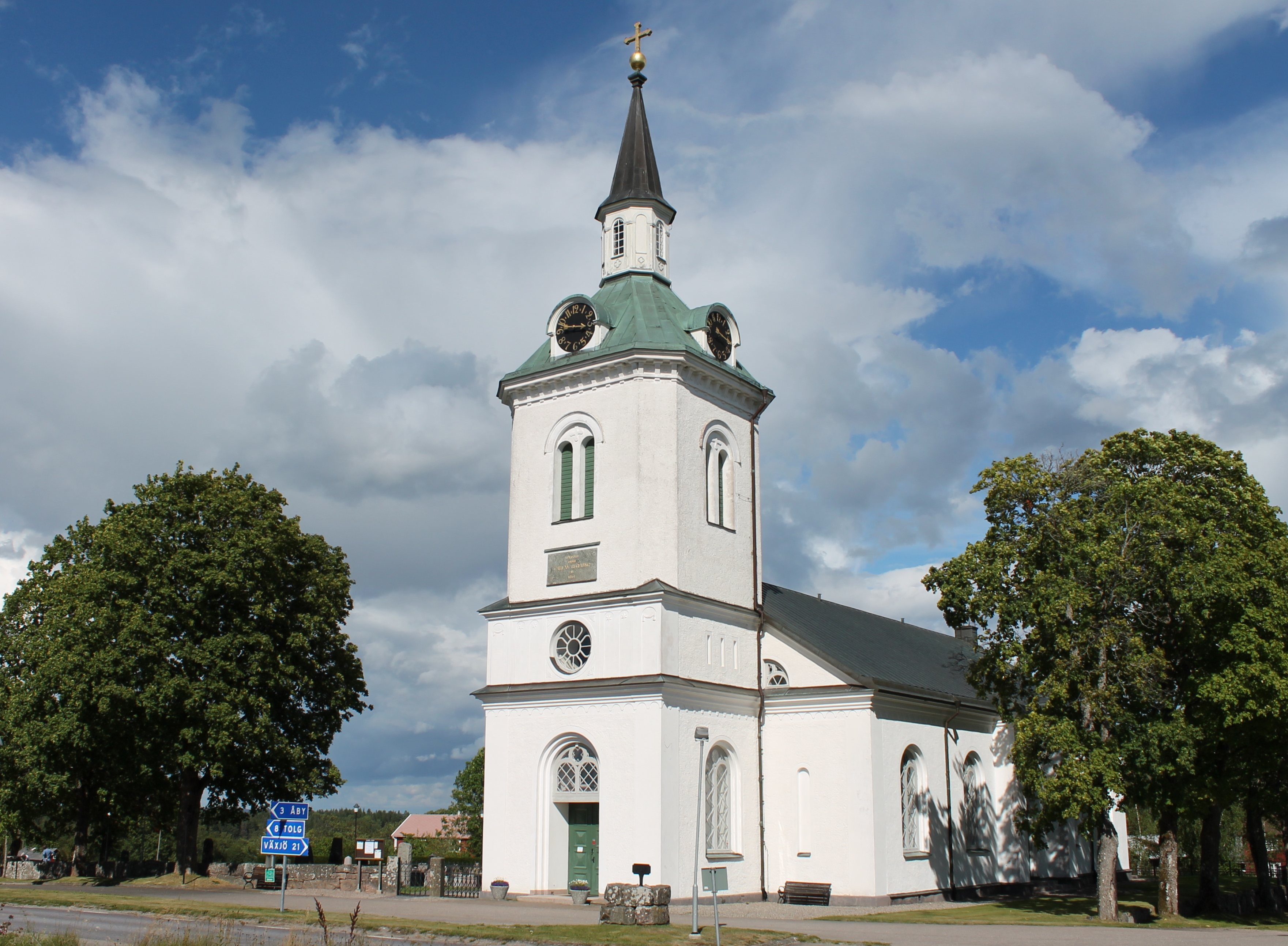
Tjureda kyrka
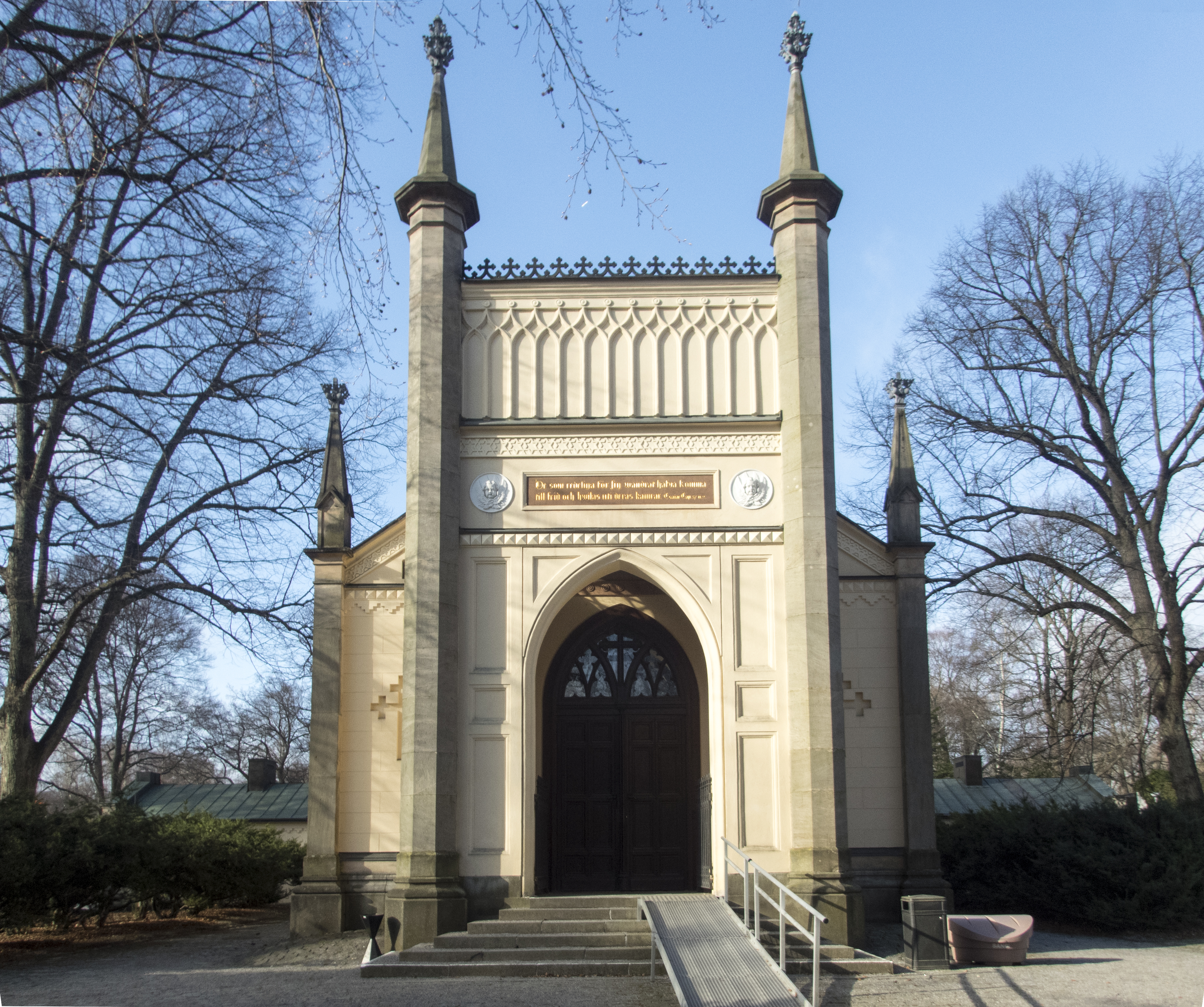
Stora Gravkoret